# Casa-fàbrica Serra i Bertrand
La casa-fàbrica Serra i Bertrand era un edifici situat al carrer de Sant Pau, 83 del barri del Raval de Barcelona, actualment desaparegut.

## Història i descripció
El 1862, la part que restava de l'antiga fàbrica Ramon va ser posada en subhasta, i el 1864 va ser adquirida per 33.000 duros per Jaume Ricart i Guitart, com a representant de la societat Jaume Ricart i Fill (l'altre soci de la qual era el seu fill Frederic Ricart i Gibert), que hi va fer construir un nou edifici de planta baixa, entresol i tres pisos, estructurat al voltant d'un pati central cobert amb una claraboia, segons el projecte del mestre d'obres Felip Ubach.
El 1866, Jaume Ricart i Fill va fer fallida, i la majoria dels seus creditors van constituir la societat comanditària Ricart i Cia, dirigida per Frederic Ricart i que va llogar per 10 anys el cos annex destinat a despatx i magatzem de gèneres, que no figurava en els plànols presentats a l'Ajuntament. El 1877, el despatx i el magatzem es van traslladar al carrer de Sant Oleguer, 10, i posteriorment s'hi va instal·lar la societat Serra i Bertrand, fundada el 1878 pels fabricants tèxtils Eusebi Serra i Clarós, i el seu gendre Manuel Bertrand i Salsas. Aquesta companyia tenia una fàbrica d'estampats al Prat Vermell (actual carrer de la Mare de Déu del Port) de la Marina de Sants.
El 1899, Eusebi Serra traspassà l'empresa al seu gendre i el seu nét Eusebi Bertrand i Serra, però mantenint-hi una participació, passant a dir-se Manuel Bertrand i Fill i Cia. Aleshores, el despatx i magatzem es van traslladar al nou edifici del carrer de Trafalgar, 50-52 i Sant Pere Més Alt, 59-59 bis.
Finalment, l'edifici va ser enderrocat cap al 1990, afectat pel PERI, i s'hi va construir el Poliesportiu del Raval, obra de l'arquitecte Jordi Farrando.